# همند كيلان (جمع أبرود)
همند کیلان (بالفارسية: همند کیلان) هي قرية تقع في إيران في قسم جمع أبرود الريفي. يقدر عدد سكانها بـ 12 نسمة .